# Dmitri Volochine
Pour les articles homonymes, voir Volochine.
Dmitri Vadimovitch Volochine - en russe : Дмитрий Вадимович Волошин, et en anglais : Dmitri Voloshin - (né le 26 septembre 1989 à Magnitogorsk en République socialiste fédérative soviétique de Russie) est un joueur professionnel russe de hockey sur glace. Il évolue au poste de gardien de but.

## Biographie
Formé au Metallourg Magnitogorsk, il joue ses premières minutes dans la KHL le 7 mars 2010 face à l'Atlant Mytichtchi lors d'une défaite 4-1. Il remplace en fin de partie Vassili Kochetchkine et n'encaisse pas de but. Il remporte la Coupe Kharlamov 2010 avec les Stalnye Lissy. Lors de cette saison dans la MHL, il est nommé meilleur gardien de la ligue. La saison suivante, il est le troisième gardien de l'équipe première derrière Gueorgui Guelachvili et Ilia Proskouriakov. Il monte sur la glace avec le Metallourg pour la deuxième fois le 7 novembre 2010. Il obtient alors sa première titularisation dans la KHL lorsque l'entraîneur Finlandais Kari Heikkilä l'aligne face à l'OHK Dinamo. Il remporte le championnat du Kazakhstan 2019 avec le Beïbarys Atyraou.

## Trophées et honneurs personnels
- Molodiojnaïa Hokkeïnaïa Liga
  - 2009-2010 : meilleure moyenne de buts alloués.
  - 2009-2010 : meilleur pourcentage d'arrêts.
  - 2009-2010 : remporte le Trophée Vladislav Tretiak.